# بيتر رونا
بيتر رونا (بالألمانية: Peter Rona)‏ هو عالم كيمياء حيوية وأستاذ جامعي ألماني، ولد في 13 مايو 1871 في بودابست في المجر، وتوفي بنفس المكان في 1945.